# إيغور مانويلوفيتش
إيغور مانويلوفيتش هو لاعب كرة قدم صربي في مركز الهجوم، ولد في 31 مارس 1977 في بلغراد في صربيا. لعب مع رادنيتشكي نيش ونادي أوبليتش ونادي بوراتس بانيا لوكا ونادي فادوتس.